# 临平甘蔗
临平甘蔗是临平区特产，主要产于临平周边农村。它种植了一千多年，在南宋被列为贡品。其特点是皮薄、肉脆、汁多、味鲜甜。品种有临平紫皮、白地拉（广东紫皮）、上湖青、秤杆青等，其中临平紫皮品质优良。人们除生吃外，常将甘蔗、荸荠、淡竹叶一起服用，具有清火止咳的药用功能。也可以用柴火煨熟吃，可以治疗儿童百日咳。